# Jarmil Proněk
Jarmil Proněk (* 19. března 1966 Jihlava) je bývalý československý reprezentant v plavání a držitel národních rekordů. 
. 

## Sportovní kariéra
Závodímu plavání se  začal věnovat ve 12 letech ve sportovní třídě na ZDŠ E. Rošického v Jihlavě. Do konce letní sezóny 1980 závodil za jihlavský plavecký klub Spartak. Na podzim byl zařazen střediska vrcholového sportu mládeže ministerstva vnitra při Rudé hvězdě Brno, pod vedení trenéra Bernarda Kočaře. Patřil k plavcům s vůbec nejrychlejší startovní reakcí. Přední světový plavec Marcel Géry, který byl sám znám vynikajícími starty o něm prohlásil: "Takový Proněk je, ale určitě rychlejší než já, u nás asi vůbec nejlepší."
Mezi československou plaveckou špičkou se začal prosazovat od zimní sezóny 1982 v kratších kraulových disciplínách. Tisk jeho vystoupení na březnou zimním mistrovství republiky tituloval výrazem "téměř neuvěřitelný vzestup" – 100 m vz 53,40, 200 m vz 1:55,52. Těmito výsledky si vysloužil pozvánku do seniorské reprezentace. V květnu se poprvé účastnil soustředění v arménském vysokohorském středisku Cachkadzor.
V letní sezóně začal 1982 výkonnostně stagnoval. Červencové letní mistrovství Evropy pro něho skončilo zklamáním. Ani další roky nebyly v tomto směru lepší. Na své dříve nejperspektivnější trati 200 m volný způsob plaval stabilně časy kolem 116 vteřin (1:56 min). Navíc až příliš často vlivem nervozity nezvládal ranní rozplavby, v odpoledním B-finále potom zaplaval čas, kterým by v A-finále bral stupně vítězů. V olympijském roce 1984 patřil do širšího výběru československé reprezentace, ale jeho účast na olympijských hrách v Los Angeles byla podmíněna nominací štafety na 4×100 m nebo 4×200 m. Jeho osobní rekordy (100 m vz 53,10, 200 m vz 1:55,29) nesplňovaly tehdejší přísná kritéria pro individuální nominaci.
V srpnu 1984 startoval na závodě Družba 84 v Moskvě, který byl pro sportovce z východního bloku kompenzací za ztracené olympijské hry. V závodě na 200 volný způsob nepostoupil časem 1:56,88 z rozplaveb. Ve štafetě 4×100 m volný způsob plaval první úsek. Štafeta měla podle prognóz bojovat o třetí místo se štafetou Bulharska. První úsek plaval za 53,70 a předával na čtvrtém místě zhruba metr za třetím Bulharskem. Na druhém úsek však jeho klubový kolega Petr Kladiva bulharskou štafetu dohnal a ostatní dva členové Josef Hladký a Marcel Géry rozhodli o třetím místě v novém československém rekordu 3:27,31.
V roce 1985 jeho stagnace výkonnosti pokračovala. Na většinu mezistátních utkání byl nominován pouze v roli náhradníka. Nekvalifikoval se na srpnové mistrovství Evropy do bulharské Sofie. Po výbuchu na letním mistrovství republiky v roce 1986, když se na 100 m volný způsob nedostal časem 54,54 do A-finále, s ním po letní sezóně neprodloužili v SVS ministerstva vnitra spolupráci. Trenér Bernard Kočař jeho odchod komentoval slovy: "Věděl jsem, že pouze psychická brzda mu znemožňuje stát se velkou sportovní osobností. Byl jsem s ním u psychologa v Praze, rozhovory s rodiči nebraly konce, no on na to měl, aby plaval stovku za 51 sekund, 200 m za 1:51..."
Od zimní sezóny 1987 začal trénovat s Jiřím Povolným v plaveckém oddíle při Univerzitě Brno. V skromnějších podmínkách malého univerzitního klubu se soustředil na nejkratší sprinty. Na únorovém zimním mistrovství republiky byl nejprve aktérem bizarního závodu na 50 m volný způsob, když třikrát dopoledne, ve finále a v opakovaném finále nesepla elektronická časomíra a se svým bývalým rivalem z RH Petrem Kladivou prohrál o konečky prstů v ručně měřeném čase 23,5 (rekord ČSSR 23,62). Na 100 m volný způsob se dostal výrazně pod 53 sekund v novém osobním rekordu 52,27. V červnu na letním mistrovství republiky doma v Brně překonal ve finále na 50 m volný způsob časem 23,49 československý rekord. Po mistrovství se novináři ptali jeho nového trenéra Jiřího Povoleného, co s ním za těch pár měsíců provedl. Povolného reakce byla objektivní "jeho výsledky jsou podloženy jeho dřívější prací v SVS, ví co si odnesl od trenéra Kočaře. Je to zvláštní kluk, závodí nějak jinak než dřív. Ty rychlé letošní časy jsou otázka psychiky." Na nominaci pro srpnové mistrovství Evropy ve Štrasburku však nedosáhl – čas nad 52 sekund na 100 m volný způsob a nevypočitatelná padesátka se zdála být asi po právu nedostačující pro vzornou reprezentaci. Novináře však udivila jeho neúčast na červencové univerziádě v Záhřebu, kde bylo v jeho silách postoupit do A-finále.
V olympijském roce 1988 se projevilo omezení tréninkovém procesu. Ještě v dubnu ho šéftrenér reprezentace Jan Vokatý bral za adepta pro olympijskou nominace, čekal jestli se mu povede pokořit hranici 52 sekund na 100 m volný způsob a přiblížit se k 50 sekundám. Na červencovém letním mistrovství republiky měl poslední šanci porvat se o nominaci na olympijské hry. Na 50 m volný způsob skončil na třetím místě v čase 24,14 a na 100 m volný způsob až čtvrtý v čase 52,94..
Od roku 1989 si nadále udržoval pozici předního československého plaveckého sprintera. Sportovní kariéru ukončil v olympijském roce 1992. 